# 郗士美
郗士美（756年—819年），字和夫，兗州金鄉縣人，唐朝官員。郗純之子。
郗士美年轻时好学，十二岁，通五经、《史记》、《汉书》，皆能成诵。不到二十岁，担任阳翟县丞，李抱真担任昭义军节度使，召他为从事。由坊州刺史为黔州刺史、兼御史大夫、持节黔中经略招讨观察盐铁等使。他讨平溪州向子琪，朝廷加检校右散骑常侍，封高平郡公，再任京兆尹。皇帝在别殿经常咨询他大政。出为鄂州观察使。
贞元十八年（802年），伊慎有功，特授安黄节度。贞元二十年（804年），伊慎来朝，其子伊宥留后，朝廷未能免去他的节帅。伊宥母亲于京师去世，伊慎为了节度使军权，没有及时发丧。郗士美命从事托名他事过境。伊宥来迎，告诉他丧事，遣伊宥回去奔丧。
元和五年（810年），拜河南尹。元和六年（811年）三月，检校工部尚书、潞州大都督府长史，充昭义节度使。前任的额外支出，他到任后全加以减少，号令严明。
朝廷讨伐成德节度使王承宗，郗士美派兵马使王献领精兵一万为先锋。王献凶恶恃乱，逗留不进；郗士美将他斩杀，下令："敢后出者斩！"郗士美亲自击鼓，官军下三营，包围柏乡，唐宪宗称赞郗士美。当时四面七、八镇共十余万兵，包围镇、冀，没有首功，而多犯法。郗士美的兵士勇敢畏法，威声大振。
元和十二年（817年），因病入朝为工部尚书。病情好些之后，拜忠武军节度使、检校刑部尚书。至许州一个月，病重。元和十四年（819年）九月去世，年六十四岁。赠尚书左仆射，谥景。

## 延伸阅读
[在维基数据编辑]
 《舊唐書·卷157》，出自刘昫《舊唐書》
 《新唐書·卷143》，出自《新唐書》